# 던컨 로빈슨

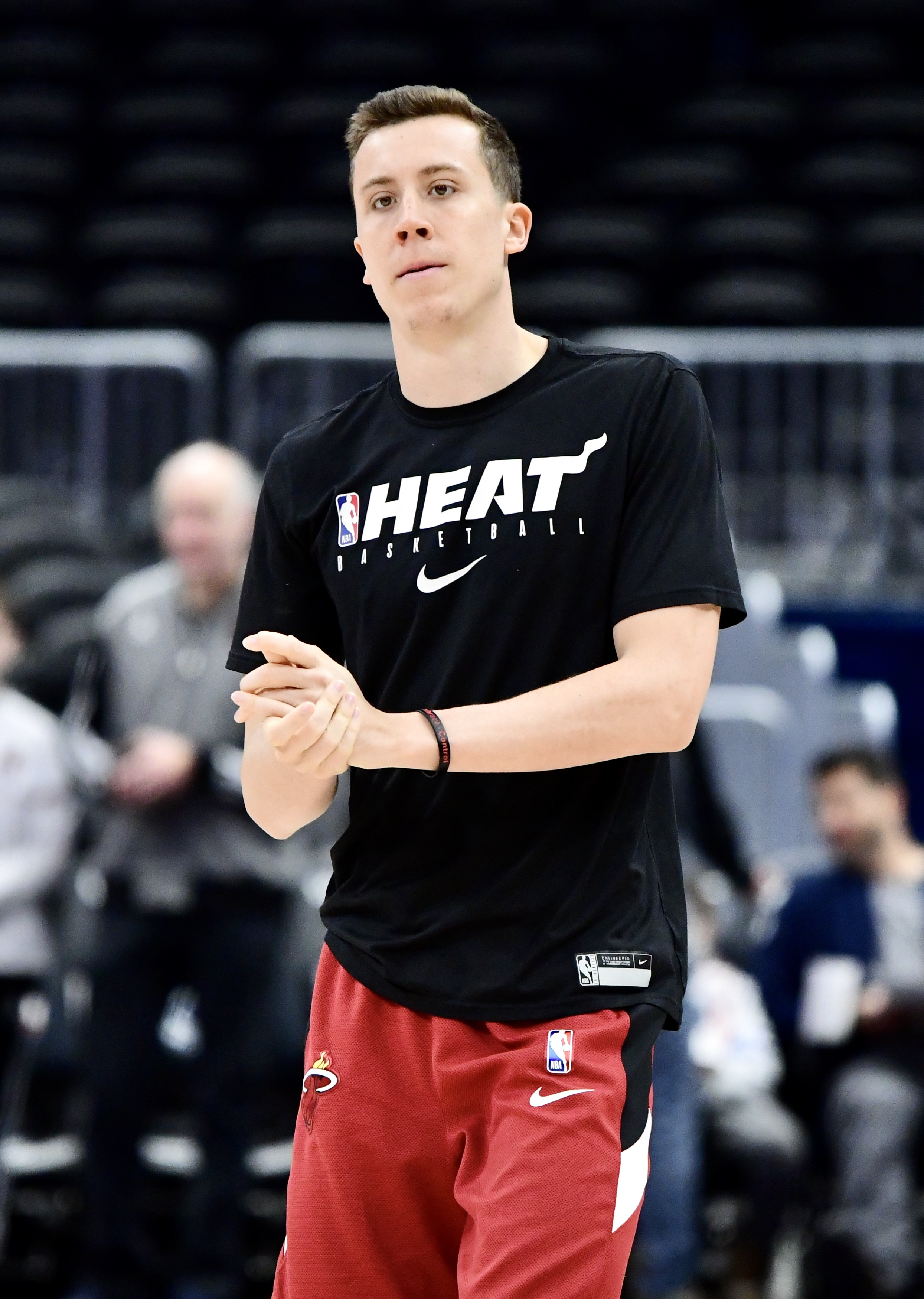
2020년 마이애미 히트 활동 모습

던컨 로빈슨(Duncan Robinson, 본명: 던컨 맥브라이드 로빈슨, Duncan McBryde Robinson, 1994년 4월 22일 ~ )은 전미 농구 협회(NBA) 마이애미 히트의 미국 프로 농구 선수이다. NCAA 디비전 III 윌리엄스 칼리지 엡스와 NCAA 디비전 I 미시간 울버린스에서 대학 농구를 했다. 윌리엄스 칼리지를 2014 NCAA 디비전 III 남자 농구 토너먼트 챔피언십 경기로 이끈 후 미시간으로 이적했다. 미시간에서 그는 2018 NCAA 디비전 I 남자 농구 토너먼트 챔피언십 경기에서 빌라노바에 패한 2017-18 팀의 일원이었다.
로빈슨은 2015년 12월 컨퍼런스 플레이 시작부터 2016년 2월 초까지 빅텐 컨퍼런스의 3점슛 성공률(.450)을 이끌었다. 미시간에서 3년간의 경력 동안 그는 2017년 컨퍼런스 토너먼트 챔피언의 멤버였다. 로빈슨은 2018 빅 텐 콘퍼런스 올해의 식스맨으로 선정되었다. 2018년 NBA 드래프트에서 지명을 받지 못한 로빈슨은 마이애미 히트와 계약을 맺었다. 로빈슨은 Heat에서 재임하는 동안 수많은 3점슛 기록을 세웠으며 마이애미가 2020년과 2023년 NBA 결승에 진출하도록 도왔다. 윌리엄스 칼리지 출신으로 NBA에서 뛴 유일한 선수이다.

## 어린 시절
1994년 4월 22일 메인주 요크에서 태어난 로빈슨은 엘리자베스와 제프리 로빈슨의 아들이자 세 자녀 중 막내이다(자매 마르타와 형제 엘리 다음으로). 어머니 쪽은 하와이 사람이다. 로빈슨은 뉴햄프셔 주 뉴캐슬(인구 1,000명) 마을에서 자랐으며, 그곳에서 그의 모드 H. 트레페텐 초등학교 6학년 졸업반은 단 4명의 학생으로 구성되었다.

## 대학 경력
- 윌리엄스 칼리지
- 미시간대학교
  - 2학년 시즌
  - 주니어 시즌
  - 시니어 시즌

## 프로 경력

### 마이애미 히트(2018~현재)
- 2018-19 시즌
- 2019-20 시즌: 결승전 출전
- 2020-21 시즌
- 2021-22 시즌
- 2022-23 시즌: 두 번째 NBA 결승전
- 2023-24 시즌